# Calocarides chani
Calocarides chani is een tienpotigensoort uit de familie van de Axiidae. De wetenschappelijke naam van de soort is voor het eerst geldig gepubliceerd in 2000 door Kensley, Lin & Yu.